# أحداث الروحة 1998
أحداث الروحة 1998 (أو هبة الروحة) هي سلسلة احتجاجات واعتصامات فلسطينية اندلعت في 27 أيلول 1998م. احتج فيها أصحاب الأراضي وسكان المنطقة الفلسطينيين من أم الفحم ومنطقة وادي عارة على إصدار امر عسكري من قبل السطات الاسرائيلية يقضي باغلاق اراضي منطقة الروحة بحجة تحويلها لمنطقة تدريب عسكرية إضافة إلى مخطط لمصادرة آلاف الدونمات في المنطقة تمهيدًا لإقامة مستعمرة صهيونية.

## خلفية
في 18 أيّار 1998 أعلن رئيس أركان جيش الاستعمار الإسرائيلي إغلاق المناطق 105,107,109 عسكريًا ومنع وصول أصحاب الأراضي الفلسطينيين إلى أراضيهم، وفلاحتها والانتفاع منها. ردًا على ذلك قام الفلاحون الفلسطينييون من أصحاب الأراضي وأهالي المنطقة بتحدي القرار العسكري والدخول إلى الروحة والصمود في الأرض في خيمة الاعتصام. استمر الاعتصام المستمر وتواصلت زيارة وفود المتضامين والملتحمين مع قضية أرض الروحة إلى الخيمة حتى فض الاعتصام في 27 أيلول 1998.

## الاشتباك مع السلطات الصهيونية
في 27 أيلول 1998م قامت قوات حرس الحدود، والقوات الخاصة، والشرطة الإسرائيلية بفض المعتصمين في خيمة الاعتصام والاعتداء عليهم بالضرب والغاز المسيل للدموع وتحطيم الخيمة، كذلك تم الاعتداء على المحتجين في مدخل قرية معاوية وعلى مدخل مدينة أم الفحم وداخل حرم المدرسة الثانوية الشاملة-أم الفحم. وقد أُصيب جرّاء الاعتداء الذي استمر لمدة 4 أيّام أكثر من 680 متظاهر/ة من الطلاب والشباب والشابات. وقد تبيّن فيما بعد كما يشهد أهالي أم الفحم أن الشرطة الإسرائيلية كانت قد دخلت قبل اسبوعين من الاعتداء على المدرسة الثانوية، وفحصت معابر المدرسة وساحاتها وجدرانها ومداخلها للتخطيط للاعتداء.
في صبيحة يوم الاثنين 28 أيلول 1998م أي بعد يوم واحد من هدم خيمة الاعتصام، أعلن الاضراب العام في منطقة وادي عارة ثم تبعه اضراب عام في كل بلدان الداخل الفلسطيني وفي قسم من مدن الضفة وغزة. كما نظمت مظاهرات ومسيرات اسناد وتضامن في العديد من مدن الداخل الفلسطيني.
بعد مرور ثلاث أيام على سلسلة الاحتجاجات عقد اتفاق تهدئة بين السلطات الإسرائيلية والأهالي نص على الغاء الأمر العسكري تماما وإعادة الأراضي لأهلها واطلاق سراح المعتقلين والانسحاب الفوري من ام الفحم. استمرت المواجهات ليوم إضافي لاصرار شبان وشابات ام الفحم على عدم بقاء أي عسكري على أراضي ام الفحم.

## النتائج
بعد تصاعد الاحتجاجات الشعبية في مدينة أم الفحم وقرى وادي عارة تم الاجتماع بين اللجنة الشعبية للدفاع عن أراضي الروحة وبلدية أم الفحم وبين رئيس إسرائيل عيزر فايتسمان والاشتراط على انسحاب جميع قوات الجيش من أراضي الروحة وفتح الطريق العام، وبموجب الاتفاق يجب إلغاء كل القيود على الأراضي في منطقة (ب) وأن تقوم الدولة بإنشاء مشاريع تطوير على أراضي الروحة مثل ادخال الكهرباء والماء وشق شوارع وإعطاء منطقه للمراعي لأصحاب المواشي والعمل على تطوير المنطقة ونقل صلاحية التنظيم لقرى المنطقة في الروحة وتنظيم وادي عارة، بدلًا من نفوذ تنظيم حيفا.
الغي قرار المصادرة لاحقا بشكل نهائي ورسمي، إلى ان السلطات الإسرائيلية حاولت بعد سنين الاستيلاء على أراضي الروحة عن طريق تمرير مسار خط الضغط العالي للكهرباء من أراضي الأهالي في منطقة الروحة. أعقب هذه المحاولات تشكيل أهالي وادي عارة لجنة شعبية للدفاع عن أراضي الروحة التي نجحت بإزاحة 80% من مسار خط الضغط العالي بعد نضال استمر 7 سنوات.  